# LUX-prijs
De LUX-prijs voor Europese film is een filmprijs die jaarlijks door het Europees Parlement wordt uitgereikt. De prijs heeft als doel de Europese film in de Europese Unie te verspreiden.

## Ontstaan
Sinds 2007 wil het Europees Parlement met de LUX-prijs de Europese film onder de aandacht brengen. Het Europees Parlement ziet de film als ideaal middel om het debat over Europa en haar toekomst te stimuleren. Bovendien wil het Europees Parlement op deze manier de Europese filmindustrie stimuleren.

## Selectie en Jury
De officiële selectie wordt gedaan door een 21-koppige "Selection Panel", bestaande uit producenten, distributeurs, bioscoop- en festivaldirecteuren, filmcritici, en vertegenwoordigers van de Europese Commissie en Eurimages. De Commissie Cultuur en Onderwijs van het Europees Parlement benoemt de panelleden en vervangt ieder jaar een derde van de leden. Ook is een vertegenwoordiger van de winnende film van het vorige jaar ex officio lid van het panel.
De films die in aanmerking komen om geselecteerd te worden worden aangedragen door het Selection Panel, maar kunnen ook worden voorgedragen door leden van het Europees Parlement of door spontane aanmelding uit de filmindustrie.
Uiteindelijk kiest het Selection Panel de drie films voor de officiële selectie, ofwel de competitie. In november wordt, na verschillende vertoningen van de drie films, door de leden van het Europees Parlement de winnende film door stemming gekozen, waarna de voorzitter van het Europees Parlement de winnaar in de plenaire vergadering in Straatsburg bekendmaakt.

## Winnaars en Nominaties
| Jaar | Engelse titel                     | Originele titel                     | Regisseur                           | Nationaliteit van de Regisseur (ten tijde van publicatie van de film) |
| ---- | --------------------------------- | ----------------------------------- | ----------------------------------- | --------------------------------------------------------------------- |
| 2007 | The Edge of Heaven                | Auf der anderen Seite               | Fatih Akın                          | Duitsland                                                             |
| 2007 | 4 Months, 3 Weeks and 2 Days      | 4 luni, 3 săptămâni şi 2 zile       | Cristian Mungiu                     | Roemenië                                                              |
| 2007 | Belle Toujours                    | Belle Toujours                      | Manoel de Oliveira                  | Portugal                                                              |
| 2008 | Lorna's Silence                   | Le Silence de Lorna                 | Jean-Pierre en Luc Dardenne         | België                                                                |
| 2008 | Delta                             | Delta                               | Kornél Mundruczó                    | Hongarije                                                             |
| 2008 | Citizen Havel                     | Občan Havel                         | Miroslav Janek en Pavel Koutecký    | Tsjechië                                                              |
| 2009 | Welcome                           | Welcome                             | Philippe Lioret                     | Frankrijk                                                             |
| 2009 | Eastern Plays                     | Източни пиеси                       | Kamen Kalev                         | Bulgarije                                                             |
| 2009 | Storm                             | Sturm                               | Hans-Christian Schmid               | Duitsland                                                             |
| 2010 | When We Leave                     | Die Fremde                          | Feo Aladag                          | Oostenrijk                                                            |
| 2010 | Akadimia Platonos                 | Akadimia Platonos                   | Filippos Tsitos                     | Griekenland                                                           |
| 2010 | Illégal                           | Illégal                             | Olivier Masset-Depasse              | België                                                                |
| 2011 | The Snows of Kilimanjaro          | Les Neiges du Kilimandjaro          | Robert Guédiguian                   | Frankrijk                                                             |
| 2011 | Attenberg                         | Attenberg                           | Athina Rachel Tsangari              | Griekenland                                                           |
| 2011 | Play                              | Play                                | Ruben Östlund                       | Zweden                                                                |
| 2012 | Shun Li and the Poet              | Io sono Li                          | Andrea Segre                        | Italië                                                                |
| 2012 | Just the Wind                     | Csak a szél                         | Benedek Fliegauf                    | Hongarije                                                             |
| 2012 | Tabu                              | Tabu                                | Miguel Gomes                        | Portugal                                                              |
| 2013 | The Broken Circle Breakdown       | The Broken Circle Breakdown         | Felix Van Groeningen                | België                                                                |
| 2013 | Miele                             | Miele                               | Valeria Golino                      | Italië                                                                |
| 2013 | The Selfish Giant                 | The Selfish Giant                   | Clio Barnard                        | Verenigd Koninkrijk                                                   |
| 2014 | Ida                               | Ida                                 | Paweł Pawlikowski                   | Polen                                                                 |
| 2014 | Class Enemy                       | Razredni sovražnik                  | Rok Biček                           | Slovenië                                                              |
| 2014 | Girlhood                          | Bande de filles                     | Céline Sciamma                      | Frankrijk                                                             |
| 2015 | Mustang                           | Mustang                             | Deniz Gamze Ergüven                 | Turkije                                                               |
| 2015 | Mediterranea                      | Mediterranea                        | Jonas Carpignano                    | Italië                                                                |
| 2015 | The Lesson                        | Urok                                | Kristina Grozeva en Petar Valchanov | Bulgarije                                                             |
| 2016 | Toni Erdmann                      | Toni Erdmann                        | Maren Ade                           | Duitsland                                                             |
| 2016 | As I Open My Eyes                 | À peine j'ouvre les yeux            | Leyla Bouzid                        | Tunesië                                                               |
| 2016 | My Life as a Courgette            | Ma vie de Courgette                 | Claude Barras                       | Zwitserland                                                           |
| 2017 | Sami Blood                        | Sameblod                            | Amanda Kernell                      | Zweden                                                                |
| 2017 | BPM (Beats per Minute)            | 120 battements par minute           | Robin Campillo                      | Frankrijk                                                             |
| 2017 | Western                           | Western                             | Valeska Grisebach                   | Duitsland                                                             |
| 2018 | Woman at War                      | Kona fer í stríð                    | Benedikt Erlingsson                 | IJsland                                                               |
| 2018 | The Other Side of Everything      | Druga strana svega                  | Mila Turajlić                       | Servië                                                                |
| 2018 | Styx                              | Styx                                | Wolfgang Fischer                    | Oostenrijk                                                            |
| 2019 | God Exists, Her Name Is Petrunija | Gospod postoi, imeto i’ e Petrunija | Teona Strugar Mitevska              | Noord-Macedonië                                                       |
| 2019 | The Realm                         | El reino                            | Rodrigo Sorogoyen                   | Spanje                                                                |
| 2019 | Cold Case Hammarskjöld            | Cold Case Hammarskjöld              | Mads Brügger                        | Denemarken                                                            |